# Geologia de Menorca
L'illa de Menorca forma part de l'arxipèlag balear, que es situa a l'oest de la península ibèrica, juntament amb Mallorca, Eivissa i Formentera. L'illa té una extensió de 702 km2 on, segons el "Cens de Població 01/01/2024" publicat a l'Institut Nacional d'Estadística (INE) habiten 101.074 residents. Menorca està formada per vuit municipis, sent Maó i la capital de l'illa i el centre aeroportuari, i Ciutadella el municipi més poblat amb un total de 32.171 habitants.
L'illa es divideix en dues regions ben diferenciades que reben el nom de Tramuntana i Migjorn, separades per una línia ben marcada per una notable diferència en la composició dels terrenys, que comença al port de Maó i arriba fins a la platja d'Algaiarens que es troba al nord de Ciutadella.

## Geologia
Menorca és una regió amb un medi natural molt ric i amb un interès geològic important que cal conservar per tal de protegir la història i el patrimoni natural de l'illa. El Centre de Geologia de Menorca és un organisme que té l'objectiu de fomentar el coneixement dels petits tresors geològics que es troben a l'illa, així com donar protecció als mateixos.
Alguns dels punts d'interès geològic són els següents:
- Albufera des Grau
- Barranc de Trebaúger
- Binimel·là i Pregonda

### Albufera des Grau
Actualment es troba dins del Parc Natural de s'Albufera des Grau, situat a la part nord-oriental de l'illa, que compta amb una extensió de 5.100 ha on conviuen una gran diversitat d'espècies que conformen una important reserva de biosfera. Dins del parc coexisteixen diverses àrees amb condicions climàtiques diverses, que són una representació de les característiques ambientals de les diferents zones que formen l'illa (zones humides, estanys, dunes, praderes marines i illots costaners, entre d'altres) permetent així reunir una biodiversitat molt rica d'espècies en un espai natural i protegit de l'illa.

#### Flora i fauna
L'espècie vegetal que predomina dins el parc és l'ullastre (Olea europea), acompanyada d'altres espècies menys abundants com són el llentiscle (Pistacia lentiscus) o l'aladern de fulla ample (Phillyrea media) totes molt característiques del bosc mediterrani. A les zones més seques, l'espècie vegetal més abundant és la mula (Euphorbia dendroides).
En referència a la fauna del parc, es concentren una gran varietat d'aus de diversos tipus. Per exemple, aus aquàtiques com les fogotes, els cagaires i les anàtides, i d'altres rapinyaires com l'àguila peixatera, el soter o el milà. En el medi aquàtic, sobre els fons tous trobem praderies de posidònia, mentre que en cales poc profundes habiten comunitats vegetals de Cymodocea i Zoostera que es caracteritzen per la seva escassetat en el mar Mediterrani.

### Barranc de Trebalúger
S'ubica sobre la regió de Tramuntana i està constituït per grans canyons fluvials envoltats per parets que s'estenen gairebé de forma vertical, i es tallen per roques calcàries de la regió de Migjorn. Presenta cabal tot l'any, producte de les aportacions pluvials i de les fonts sorgides a l'interior del barranc.

### Binimel·là i Pregonda
Constituïda per roques del Paleozoic, amb una gran varietat de roques sedimentàries és una de les zones amb més interès geològic de l'illa. També es poden trobar roques del Pèrmic que s'instal·len sobre les anteriors, així com dunes del Quaternari amb laminacions rocoses que s'encreuen entre si.

## Camí de cavalls
El Camí de Cavalls és un sender que recorre l'illa de Menorca al llarg de tot el seu perímetre. Amb una longitud de 184 quilòmetres, es divideix en 20 etapes que permeten descobrir tots els racons geològics que Menorca ens regala. El camí compta amb homologació de Gran Recorregut (GR-223) desde 2012, fet que permet visitar tot el patrimoni natural i geològic que envolta l'illa.

### Història
L'origen del Cami de Cavalls té lloc al segle XIV, quan Jaume II ordenava als cavallers mantenir un cavall armat per tal de defensar l'illa i la seva població.